# Seiji Ono
Seiji Ono (jap. 小野誠治 Ono Seiji; ur. 18 czerwca 1956 w Seiyo, w prefekturze Ehime) – japoński tenisista stołowy, mistrz świata.
Czterokrotnie zdobywał medale mistrzostw świata.
Życiowy sukces odniósł na mistrzostwach świata w Pjongjangu w 1979 roku zdobywając złoty medal w grze pojedynczej. Startował w igrzyskach olimpijskich w Seulu w 1988 roku w singlu i w deblu, bez powodzenia.
Mistrz Igrzysk Azjatyckich 1982 w grze podwójnej oraz mistrz Azji 1978 w grze mieszanej.